# Jean Morel (poète latiniste)
Pour les articles homonymes, voir Jean Morel et Morel.
Œuvres principales
Lyra plectri Horatiani æmula
Jean Morel, né à Avesgres le 3 mai 1539 et mort à Paris le 22 juillet 1633, est un poète latiniste français.

## Biographie
Jean Morel est né dans une famille de laboureurs champenois. Dans sa jeunesse, il étudia les lettres humaines et la philosophie dans l'Université de Reims. Sa formation terminée, il fut choisi pour enseigner la rhétorique.
Il se rendit, en 1577, à Clermont, où on lui donna la chaire d'éloquence, qu'il remplit pendant six ans. C'est à cette époque qu'il eut un différend, sans grand intérêt, mais qui s'enfla de polémiques, avec Jean de Boyssières.
Vers la fin de l'année 1583, il vint enseigner à Paris, d'abord au Collège du Cardinal Lemoine, puis, en juillet 1587, au Collège de Bourgogne, puis au Collège de Calvy. Son plus prestigieux élève sera Pierre de Bérulle.
Il avait été nommé, en 1593, à la principalité du Collège de Reims (dans l'Université de Paris) vacante par la mort de Charles Gilmer. Il ne put en prendre la fonction qu'après que la soldatesque ligueuse qui l'occupait l'eût quitté, en 1594. Il dut rebâtir le collège, gêné en cela par Nicolas Lefebvre, avocat au Châtelet, homme hargneux et processif, qui y exerçait alors les fonctions d'économe. Son premier soin fut de rattacher à son collège de bons professeurs, de le peupler d'élèves et d'y rétablir l'ordre et le travail.
En 1528, Érasme s'était élevé dans son Ciceronianus contre ceux qui enseignaient que Cicéron était le seul écrivain qu'on dut lire et imiter. Une nouvelle école naquit qui bannissait Cicéron de l'Université. Morel combattit avec force ces anti-cicéroniens dans des thèses publiques.
Il accueillit son ami, le poète Charles de Navières, jusqu'au décès de celui-ci en 1616, dans les locaux du collège de Reims

## Ses œuvres
Que valent ses œuvres ? J.-B. Boulliot est sévère : « On ne pouvait assurément faire plus d'honneur à Morel que de le comparer à Horace, qu'il a mis en pièces dans ses écrits. Mais ce parallèle était-il juste ? Son peu de verve, son manque d'enthousiasme, témoignent assez que ce favori d'Auguste ne lui avait pas inspiré son génie. »
Jean-Claude Margolin est encore plus abrupt dans son propos : « Fort dévot, défenseur sans pareil du trône et de l'autel, il a également composé, en tant que régent et principal du Collège de Reims, un nombre important de poèmes, de manuels scolaires et de traités éducatifs nourris de bonnes intentions moralisantes. »
On a de lui:
- Lyra plectri Horatiani æmula, Paris : Bertault, 1608, in-8°, 536 p[5].
- Hendecasyllabi sive epigrammatum centuria prima, Paris : Bertault , 1612, in-8°, 198 p.
- Alteri Hendecasyllabi, sive epigrammatum centuria secunda, Paris : Bertault, 1613 in-8°, 132 p.
- Hymni sacri ; item pleraque alia Poemata quæ ad pietatem Christianam pertinent, Paris : Febvrier & Bessin, 1623, in-4°, 162 p.
- L'entrée du comte de Randan[6], gouverneur et lieutenant général pour Sa Majesté au bas pays d'Auvergne ; faite en la cité de Clermont, Lyon : Rigaud, 1579, in-8°.
- In necem miserabilem indignamque Eduardi Monini, panegyrica oratio, Paris : Étienne Prevosteau, 1586, in-8°.
- In catholicorum Societatem nuper à rege Christianiss. sancitam atque confirmatam heroicum carmen, Paris, 1588, in-4°.
- De conjunctione scholarum Remensis et Cenomacensis, Joan. Morelli, Rhem. Gymnasiarchæ oratio, Paris : Étienne Prevosteau, 1597, in-4°, 29 p.
- Scholæ Rhemensis rhetorica brevissima, sed absolutissima, et ad initiandos eloquentiæ sacræ juvenes accommodatissima, Paris : Étienne Prevosteau, 1598, in-8°, 24 p[7].
- In statuam æneam Henrico magna IV supra pontem (novum) positam : item Calotta, Paris : Libert, 1614, in-4°, 12 p.
- Quinque Acrosticha, régi Ludovico Justo nuncupata ; item, Hymnus de S. Ludovico, Paris : Bessin, 1622, in-4°, 15 p.
- Calotta, salutare admodum capitis operimentum, Paris : Bessin, 1612, in-4°, 15 p. (réédité en 1614, 1622 & 1626)[8].
- Carmen in obitum R.P. Claudii de Montigny, è congr. Oratorii, 1624, in-4°, 4 p[9].
- Pulvinar matutinum, 1625, in-4°
- Urbis Parisiorum encomium, pro strenâ anni 1627, Hendecasyllabum, Paris, 1627, in-4°, 16 p.
- Cardinali de Richelieu è captâ devictâque Rupellâ, gratulatio, Paris, 1628, in-4, 8 p.
- Acrostichis in perduelles Hærcticos Rupellanos.
- In triumphalem currum regis.
- In fulmina bruta Anglorum Hendecasyllabum,
- In obsidionem et deditionem Rupellæ
- Tetrastichon.
- Satyra ad Auditores suos, in-4°.
- Vale mundo, Paris, 1629, in-4°, 8 p.
- Comment Jean Morel a ménagé le collège de Reims, fondé en l’Université de Paris (en 1412) tant et autant de temps qu'il y a été principal, Paris, 1630, in-4°, 16 p.
- Hymni (tres) pro Beatificatione B. Joannis de Deo, Paris, 1631, in-4°